# حوزه انتخابیه کنگان، دیر، جم و عسلویه
حوزهٔ انتخابیه کنگان، دیر، جم و عسلویه یکی از حوزه‌های استان بوشهر برای انتخابات مجلس شورای اسلامی است. این حوزه به مرکزیت کنگان، ۱ نماینده دارد.
این حوزه با دو شهرستان کنگان و دیر تا دوره‌ی پنجم مجلس شورای اسلامی با شهرستان‌های حوزه انتخابیه دشتی و تنگستان یک حوزه‌ی مشترک بوده‌است و در گذشته به‌عنوان حوزه‌ی رودباران شناخته می‌شده‌است؛ در حال حاضر این حوزه به چهار شهرستان تقسیم شده‌است.

## نمایندهدوره اول
- میربهزاد شهریاری (حوزه رودباران شامل: دشتی، تنگستان، کنگان و دیر)

### نمایندهدوره اول(میان‌دوره‌ای)
- سید محمدحسین محمدی (حوزه رودباران شامل: دشتی، تنگستان، کنگان و دیر)

## نمایندهدوره دوم
- میرزا ابراهیم دشتی (حوزه رودباران شامل: دشتی، تنگستان، کنگان و دیر)

## نمایندهدوره سوم
- سید کمال‌الدین شهریاری (حوزه رودباران شامل: دشتی، تنگستان، کنگان و دیر)

## نمایندهدوره چهارم
- سید کمال‌الدین شهریاری (حوزه دشتی، تنگستان، کنگان و دیر)

## نمایندهدوره پنجم
- عبدالله حاجیانی (حوزه دشتی، تنگستان، کنگان و دیر)

## نمایندهدوره ششم
- عبدالله حاجیانی (حوزه کنگان و دیر)

## نمایندهدوره هفتم
- قیصر صالحی (حوزه کنگان، دیر و جم)

## نمایندهدوره هشتم
- عسکر جلالیان (حوزه کنگان، دیر و جم)

## نمایندهدوره نهم
- موسی احمدی (حوزه کنگان، دیر و جم)

## نمایندهدوره دهم
- سکینه الماسی

## نمایندهدوره یازدهم
- موسی احمدی

## پی‌نوشت و منبع
- «جدول حوزه‌های انتخابیه در انتخابات نهمین دورهٔ مجلس شورای اسلامی» (PDF). مرکز پژوهش و سنجش افکار صدا و سیما. بایگانی‌شده از اصلی (PDF) در ۵ اكتبر ۲۰۱۸. دریافت‌شده در ۲۶ آوریل ۲۰۱۶. تاریخ وارد شده در |archive-date= را بررسی کنید (کمک)